# Protomedeia prudens
Protomedeia prudens är en kräftdjursart som beskrevs av J. L. Barnard 1966. Protomedeia prudens ingår i släktet Protomedeia och familjen Isaeidae. Inga underarter finns listade i Catalogue of Life.